# Agence Toutou Risques
Cet article possède un paronyme, voir L'Agence tous risques.
Les Treize Fantômes de Scooby-Doo Quoi d'neuf Scooby-Doo ?
Agence Toutou Risques, (A Pup Named Scooby-Doo) est une série télévisée américaine en 30 épisodes de 30 minutes créée par Joe Ruby et Ken Spears, diffusée entre le 10 septembre 1988 et le 17 août 1991 sur le réseau ABC.
C'est la huitième série avec Scooby-Doo. Elle est précédée de la série Les Treize Fantômes de Scooby-Doo (1985) et suivie de Quoi d'neuf Scooby-Doo ? (2002-2005).
En France, la série a été diffusée sous le titre Agence Toutourisques à partir de septembre 1989 dans Cabou Cadin sur Canal+. Rediffusion à partir du 28 décembre 1990 dans Hanna-Barbera Dingue Dong sur Antenne 2. Rediffusion du 27 janvier 1996 au 27 août 1996 dans Hanna-Barbera Dingue Dong sur France 2.
Puis du 6 octobre 2007 au 12 avril 2008 dans Scooby-Gang sur France 3, du 24 octobre 2007 au 19 août 2009 dans Toowam également sur France 3   et entre le 19 octobre et le 4 novembre 2016toujours sur France 3 dans Ludo.

## Synopsis
Cette série raconte l'enfance de tous les membres du Scooby-Gang. On voit apparaître pour la première fois depuis 1969, les parents de Scooby-Doo ou encore de Sammy, de Fred, de Daphné et de Véra.

## Fiche technique
- Titre original : A Pup Named Scooby-Doo
- Titre français : Scooby-Doo : Agence Toutou Risques
- Création : Joe Ruby, Ken Spears
- Société de production : Hanna-Barbera Productions
- Société de distribution : ABC
- Nombre d'épisodes : 30 (4 saisons)
- Durée : 30 min.
- Dates de première diffusion :  États-Unis : 10 septembre 1988

## Distribution

### Voix originales
- Don Messick : Scooby-Doo
- Casey Kasem : Sammy
- Carl Steven : Fred
- Kellie Martin : Daphné
- Christina Lange : Véra
- Scott Menville : Hareng Rouge

### Voix françaises

#### Saison 1
- Jacques Torrens : Scooby-Doo
- Francis Lax : Sammy, voix additionnelles
- Edgar Givry : Freddy, voix additionnelles
- Claude Chantal : Daphné, voix additionnelles
- Laurence Badie : Véra, voix additionnelles
- Jacques Ferrière : Hareng Rouge, voix additionnelles

#### Saisons 2 à 4
- Emmanuel Curtil : Scooby-Doo, Jenkins
- Hervé Rey : Sammy
- Tony Marot : Freddy, Hareng Rouge (Red Herring)
- Kelvine Dumour : Daphné
- Dorothée Pousséo : Véra
- Jean-Claude Donda : père de Scooby, voix additionnelles
- Évelyne Grandjean : voix additionnelles
- Michel Vigné : M. O'Graillon, père de Sammy, le présentateur, voix additionnelles
- Laurence Crouzet : Mme Stickler, voix additionnelles
- Christophe Lemoine : père de Véra, voix additionnelles
- Patricia Legrand : mère de Véra
- Pascal Grull

#### Version française (saison 2 à 4)
Direction Artistique : Céline Krief

## Production
Alors que les séries précédentes sont rediffusées sans cesse sur les réseaux câblés de télévision, tels que TBS Superstation ou USA Network, apparaît, en 1993, une nouvelle série : A Pup Named Scooby-Doo. Elle est diffusée sur Cartoon Network en « support » aux séries précédentes. L'année suivante, les séries avec Scooby-Doo deviennent propriété exclusives des réseaux Turner et ne sont plus diffusées que sur Cartoon Network, TBS Superstation, et TNT. Teletoon, une chaîne canadienne, commence la diffusion Scooby-Doo, Where Are You! en 1997, suivit des autres séries. En 1998, les séries Scooby-Doo deviennent la propriété exclusive de Cartoon Network et de Boomerang, sa station sœur. Dans certains épisodes de la série apparaissent des personnages parodiés comme Batman et Robin, qui deviennent le commandant Cool et Ménomate, ou encore l'équipe des SOS Fantômes qui deviennent les Chasseurs de Créatures.

## Sortie Vidéos
Plusieurs DVD, on vu le jour, mais toutes les saisons, ne sont pas sortie au complet.